# Iqos
Iqos (pronunciación en inglés: /ˈaɪkoʊs/, EYE-kohs), estilizado como IQOS, es una línea de dispositivos de calentamiento diseñados para usarse con tabaco y productos consumibles que contienen nicotina. IQOS es un dispositivo diseñado para calentar tabaco en lugar de quemarlo, lo que lo sitúa como un producto intermedio entre los cigarrillos tradicionales y los vaporizadores.
Su funcionamiento se basa en la generación de un aerosol mediante el calentamiento del tabaco, evitando la combustión. Los estudios sobre el uso de IQOS entre fumadores muestran que, en la mayoría de los casos, complementa el hábito de fumar y, con poca frecuencia, lleva al abandono de los cigarrillos convencionales. El uso combinado de cigarrillos e IQOS, como en los "Lugares amigables con IQOS" donde está prohibido fumar, puede contribuir a profundizar la adicción a la nicotina y reducir la probabilidad de dejar de fumar.
Son fabricados por Philip Morris International (PMI). Se introdujo por primera vez en noviembre de 2014 con el lanzamiento del dispositivo para calentar tabaco de Iqos en Japón e Italia, antes de comercializarse gradualmente en otros países. 
Además de los cigarrillos electrónicos de la marca Iqos, un gran segmento de la cartera se enfoca en dispositivos que calientan el tabaco sin quemarlo.
Los dispositivos para calentar tabaco han tenido varios cambios tecnológicos a lo largo de los años con el lanzamiento de diferentes versiones: “Iqos 2.2” (2014), “Iqos 2.4” (2016), “Iqos 3” (2018), “Iqos 3 Duo” (2019) e “Iqos Iluma” (2021). También hay acuerdos de licencia con otros fabricantes de tabaco, como el pequeño dispositivo KT&G, que comercializa PMI fuera de Corea del Sur. Desde 2016, Iqos es el producto sin humo más representativo de Philip Morris International, cuya comunicación ahora está completamente orientada hacia un “futuro sin humo”. Desde 2021, las ventas de Iqos y otros productos sin humo representan poco menos del 30% de los ingresos globales del gigante del tabaco, frente al 20 % en 2019.A finales de 2023, los productos libres de humo representaban casi el 40% de los ingresos netos totales y las ganancias brutas de PMI, y Iqos superó a Marlboro en términos de ingresos netos.
La afirmación de PMI de que IQOS no emite humo es importante para diferenciar el producto de los cigarrillos convencionales y para reforzar la afirmación de que su uso debería permitirse incluso en lugares donde está prohibido fumar.
El análisis químico de la nube emitida por el uso de IQOS mostró que contiene elementos de pirólisis y degradación termogénica que son los mismos componentes nocivos emitidos por el humo del cigarrillo de tabaco convencional.
En 2020, la Administración de Alimentos y Medicamentos de los EE. UU. autorizó a PMI para vender Iqos en los Estados Unidos como un producto de tabaco de riesgo modificado (MRTP) con declaraciones de exposición reducida, el segundo producto en recibir la designación, después del snus General de Swedish Match. Aunque se denegaron las solicitudes de declaraciones relacionadas con el riesgo modificado, la Organización Mundial de la Salud criticó la decisión de permitir declaraciones de exposición reducida por considerarla engañosa para los consumidores.La Administración de Alimentos y Medicamentos de Estados Unidos (FDA) decidió que permitiría las ventas del dispositivo IQOS en Estados Unidos después de un proceso de revisión de dos años en el que Philip Morris aseguró repetidamente al regulador que advertiría a los jóvenes que se alejaran del producto. Sin embargo,  Philip Morris siguió utilizando influencers jóvenes en redes sociales como IG y Tik Tok en varios países para hacerlos embajadores de la marca y promover Iqos en una audiencia joven.
En líneas generales, la comunidad médica sostiene que estos dispositivos, pese a sus diferencias con los cigarrillos convencionales, siguen representando riesgos significativos para la salud pública, ya que el consumo de tabaco continúa siendo la principal causa de enfermedad y muerte evitable en todo el mundo.El nivel de nicotina en IQOS es similar al de los cigarrillos tradicionales, lo que implica un alto potencial adictivo. Organizaciones como la American Academy of Pediatrics han advertido sobre el riesgo de que estos productos generen dependencia en adolescentes y adultos jóvenes, especialmente debido a la utilización de sabores mentolados y otras estrategias de comercialización.
El consumo de tabaco calentado ha ganado popularidad entre los adolescentes en diversos países, particularmente en Estados Unidos, donde se ha convertido en un producto común en escuelas secundarias. Algunas entidades de salud consideran que esta tecnología forma parte de una estrategia de la industria tabacalera para frenar los avances en el control del tabaco y atraer a nuevas generaciones de consumidores.El debate en torno a IQOS  continúa, con posiciones encontradas entre la industria tabacalera y las entidades de salud. A pesar de la promoción del producto como una alternativa menos nociva, persisten preocupaciones sobre su impacto en la salud, su potencial adictivo y su atractivo para los jóvenes.

## Antecedentes

### Primeros pasos

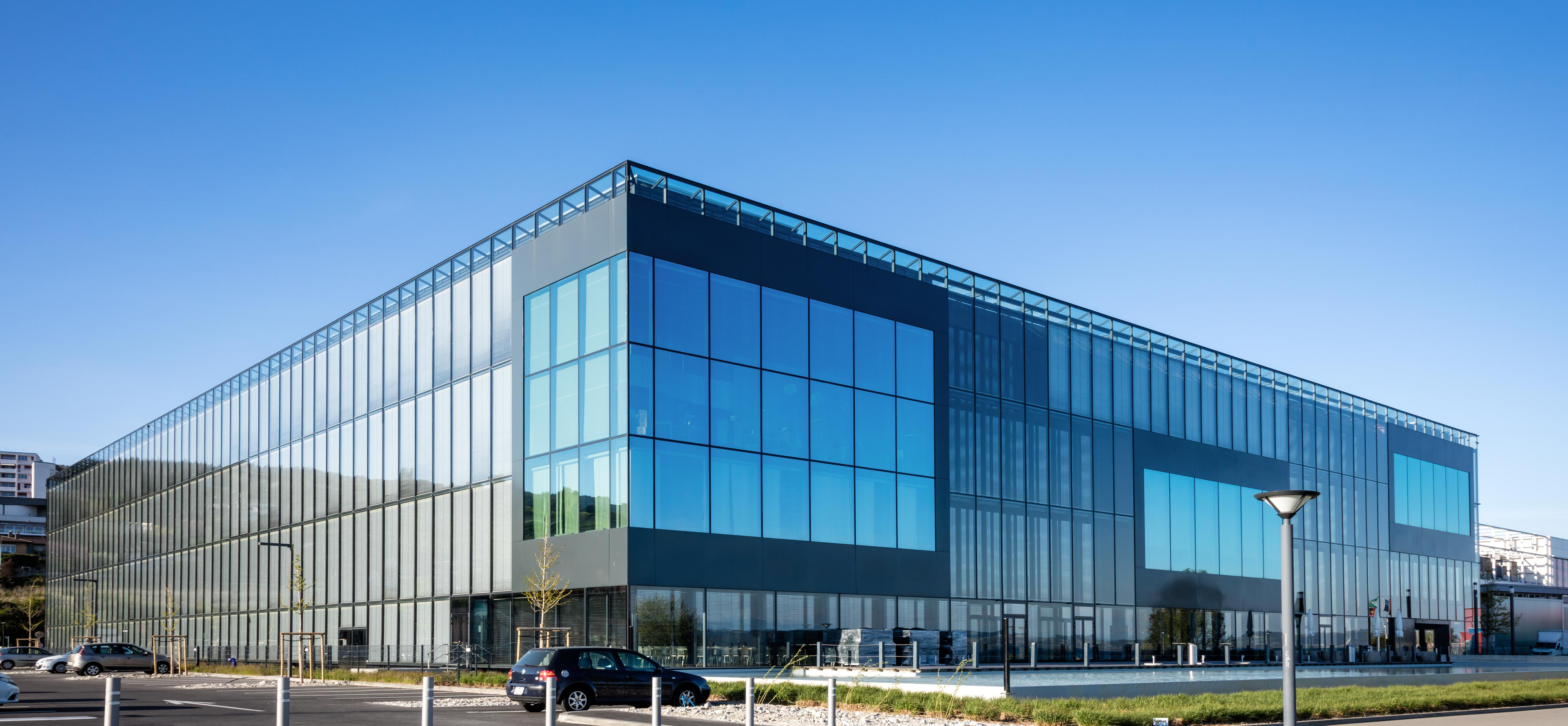
El Cubo, centro de investigación y desarrollo principal de Philis Morris International, en Neuchâtel, Suiza.

Si bien se han investigado alternativas para los cigarrillos durante varias décadas, Philip Morris dio sus primeros pasos comerciales en el campo del tabaco calentado en 1990, cuando el grupo presentó su primer prototipo de un dispositivo para calentar tabaco sin quemarlo (Beta del proyecto). La compañía finalmente puso en el mercado dos dispositivos diseñados para calentar un cigarrillo que limitaba la combustión del tabaco: “Accord”, un dispositivo que se vendió en los Estados Unidos de 1998 a 2006 (el dispositivo también se lanzó en Japón con el nombre de “Oasis”), luego el “Heatbar”, un dispositivo que vendió la subsidiaria internacional de la compañía y que se lanzó en 2006 en Australia y Suiza, antes de que se retirara del mercado.
Un año después de su separación de Altria Group en 2008, Philip Morris International inauguró “El Cubo", un centro de I+D de más de USD 200 millones en Neuchâtel, Suiza, dedicado a la investigación relacionada con productos de “riesgo reducido” y alternativas a los cigarrillos. Entre 2011 y 2014, PMI efectuó varias operaciones estratégicas (compra de patentes, adquisición de empresas, desarrollo de alianzas) para entrar en el  mercado de productos sin humo. En 2011, PMI adquirió una tecnología sin humo de los inventores de Duke University incluyendo al profesor Jed Rose, un destacado experto en la investigación de la adicción a la nicotina quien fue fundamental en el desarrollo del parche de nicotina. En 2013, PMI anunció un acuerdo con Altria Group para vender la tecnología de vapor electrónico de Altria fuera de los EE. UU., y Altria obtuvo los derechos exclusivos para vender en el futuro productos alternativos de tabaco calentado que desarrollara Philip Morris International en los EE. UU.

### Lanzamiento de Iqos
En enero de 2014, Philip Morris International anunció una inversión de EUR 500 millones para construir una fábrica cerca de Bolonia, Italia, dedicada a la elaboración de productos de tabaco calentado. En noviembre de 2014, se lanzó la primera versión de Iqos, que se comercializó por primera vez en Nagoya, Japón y Milán, Italia, antes de lanzarse gradualmente en otros países.
A partir de 2016, Philip Morris comenzó a promover fuertemente un “futuro sin humo”, con iniciativas comerciales cada vez más enfocadas en productos que sean alternativas a los cigarrillos. Desde entonces, Iqos se convirtió en el producto más representativo de Philip Morris y la marca se expandió para cubrir diferentes dispositivos. En 2016, PMI lanzó Iqos Mesh en el Reino Unido, como producto de vapeo, el único producto de Iqos que no se basa en tabaco calentado. La última generación de Iqos (“Iqos 3” e “Iqos 3 Multi”) se lanzó en Tokio en octubre de 2018, y luego en otros mercados alrededor del mundo.
En enero de 2020, PMI y KT&G de Corea del Sur anunciaron una asociación para la distribución internacional de Lil, un producto híbrido de cigarrillo electrónico y tabaco calentado, como parte de la cartera de productos de la marca Iqos. El verano siguiente, PMI cambió el nombre de Mesh a Veev y lo lanzó en Nueva Zelanda antes de extender gradualmente la distribución a otros países. Iluma, un sistema nuevo que utiliza tecnología de calentamiento por inducción se lanzó en Japón en agosto de 2021.
Las iniciativas de PMI para lograr una transición comercial a productos sin humo permitieron que la empresa comenzara el proceso de emisión de bonos sostenibles para financiarse en agosto de 2021. Tales movimientos generan temores de lavado de imagen verde.

### Autorización de venta en Estados Unidos
El consumo de tabaco calentado ha ganado popularidad entre los adolescentes en diversos países, particularmente en Estados Unidos, donde se ha convertido en un producto común en escuelas secundarias. Algunas entidades de salud consideran que esta tecnología forma parte de una estrategia de la industria tabacalera para frenar los avances en el control del tabaco y atraer a nuevas generaciones de consumidores.
El 6 de diciembre de 2016, PMI presentó una solicitud de varios millones de páginas a la Administración de Alimentos y Medicamentos (FDA) de los EE. UU. para que se autorizase el sistema de calentamiento de tabaco Iqos junto con sus consumibles como producto de tabaco de riesgo modificado (MRTP). En marzo siguiente, PMI también presentó una solicitud de producto de tabaco previa a la comercialización a la FDA de EE. UU. para su producto Iqos 2.4. El comité científico asesor (TPSAC) designado por la FDA de EE. UU. revisó la solicitud de Philip Morris International en enero de 2018 y votó 8-1 para respaldar la declaración de que Iqos “reduce significativamente (...9) la exposición a sustancias químicas dañinas o potencialmente dañinas”. A pesar de todo, rechazó cualquier declaración de que el producto pudiera comercializarse como un producto más seguro que los cigarrillos. La FDA autorizó la solicitud de tabaco previa a la comercialización  de PMI para comenzar a vender Iqos en los EE. UU. el 30 de abril de 2019 y la marca se lanzó formalmente en octubre de 2019.
El 7 de julio de 2020, la FDA le otorgó a Philip Morris la autorización para hacer declaraciones de márquetin de “exposición reducida”, considerando que el sistema de calentamiento de tabaco Iqos cumplía con los requisitos para la designación como Producto de tabaco de riesgo modificado, el segundo conjunto de productos autorizados bajo estas características después del Snus General de Swedish Match. La FDA declaró explícitamente que el producto no se debe considerar como “seguro o aprobado por la FDA”. También “determinó que las evidencias no respaldaban la emisión de órdenes de modificación de riesgo en este momento”.

## Funcionamiento
De acuerdo con la compañía que comercializa IQOS, este dispositivo reduce la cantidad de sustancias químicas nocivas en comparación con el tabaco tradicional, ya que no produce humo derivado de la combustión. Estas afirmaciones provienen de investigaciones realizadas por la propia industria tabacalera, lo que ha generado debates sobre su validez y neutralidad.
Diversas sociedades médicas especializadas en enfermedades respiratorias han expresado su preocupación sobre el uso de este tipo de productos de tabaco calentado, recomendando que estos sean regulados bajo las mismas normativas que rigen otros productos de tabaco. Esta postura se encuentra alineada con el Convenio Marco de la Organización Mundial de la Salud (OMS) para el Control del tabaco.
IQOS contiene nicotina y otras sustancias químicas clasificadas como peligrosas por la FDA, entre ellas monóxido de carbono, arsénico, plomo, mercurio, acetona, amoníaco y benceno. Aunque el aerosol generado por IQOS podría presentar niveles más bajos de ciertos compuestos tóxicos en comparación con el humo del cigarrillo convencional, todavía puede ocasionar daños a la salud, incluyendo efectos adversos en el epitelio bronquial y el endotelio vascular.
El nivel de nicotina en IQOS es similar al de los cigarrillos tradicionales, lo que implica un alto potencial adictivo. Organizaciones como la American Academy of Pediatrics han advertido sobre el riesgo de que estos productos generen dependencia en adolescentes y adultos jóvenes, especialmente debido a la utilización de sabores mentolados y otras estrategias de comercialización.Su funcionamiento se basa en la generación de un aerosol mediante el calentamiento del tabaco, evitando la combustión. Los estudios sobre el uso de IQOS entre fumadores muestran que, en la mayoría de los casos, complementa el hábito de fumar y, con poca frecuencia, lleva al abandono de los cigarrillos convencionales. El uso combinado de cigarrillos e IQOS, como en los "Lugares amigables con IQOS" donde está prohibido fumar, puede contribuir a profundizar la adicción a la nicotina y reducir la probabilidad de dejar de fumar.
La afirmación de PMI de que IQOS no emite humo es importante para diferenciar el producto de los cigarrillos convencionales y para reforzar la afirmación de que su uso debería permitirse incluso en lugares donde está prohibido fumar. El análisis químico de la nube emitida por el uso de IQOS mostró que contiene elementos de pirólisis y degradación termogénica que son los mismos componentes nocivos emitidos por el humo del cigarrillo de tabaco convencional. 

## Diseño

### Tecnología

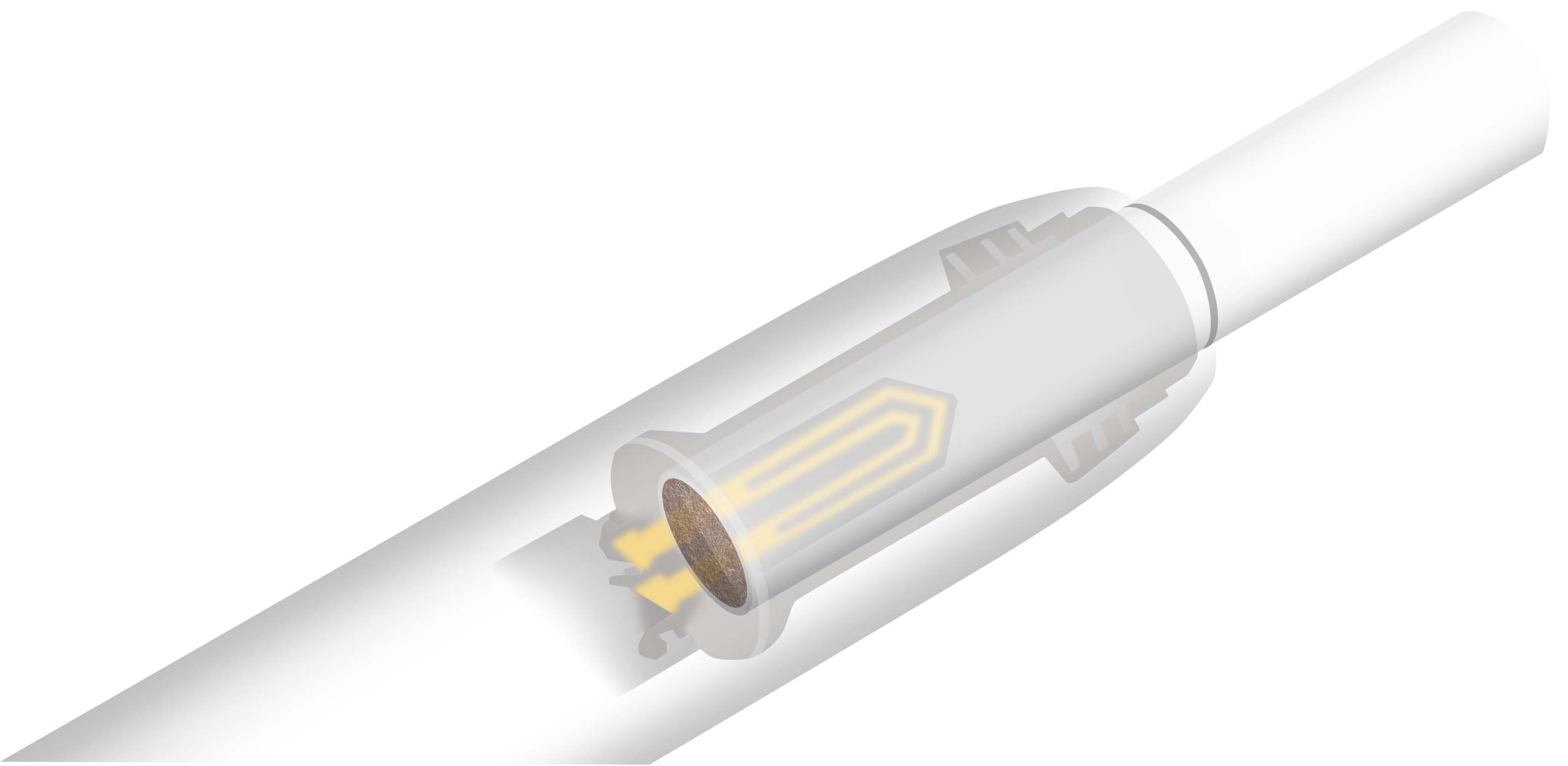
El sistema Heets/Heatstick calienta el tabaco con una lámina.

El sistema Iluma tiene una pieza metálica en la propia barrita de tabaco y funciona mediante calentamiento por inducción.

El dispositivo básico para calentar sin quemar consta de un cargador y un soporte similar a un bolígrafo. Una barra desechable (conocida como “HeatStick” o “Heets”, según el mercado,) que contiene tabaco procesado empapado en propilenglicol que se inserta en el soporte, el cual luego se calienta a temperaturas de hasta 350 °C. El usuario presiona un botón para encender el calentador y luego inhala a través de la unidad de tabaco para calentar. El dispositivo IQOS Iluma, una versiónserie más reciente, se basa en la inducción para calentar el tabaco.
Entre 2009 y 2017 Philip Morris International presentó más de 1900 patentes vinculadas a Iqos. Según Fortune, la compañía ayudó a hacer de los “dispositivos electrónicos para fumar” la segunda categoría de nuevas tecnologías de más rápido crecimiento en 2020.Philip Morris también informó que estaba destinando el 99 % de su presupuesto de I+D en los productos sin humo.A finales de 2023, la empresa había gastado 12.500 millones de dólares en I+D desde 2008 para este fin.
IQOS proporciona al consumidor una dosis de nicotina similar a la de un cigarrillo convencional, aunque contiene menos hoja de tabaco.

### Fabricación
Las unidades de tabaco para calentar que se utilizan conbarras Iqos se fabrican en varios países, principalmente en Europa. Hay una planta ubicada en Neuchâtel, Suiza, cerca del centro de I+D de PMI. La fábrica principal de unidades  de tabaco para calentar que se utilizan con Iqos se encuentra en Crespellano, Italia. Philip Morris invirtió EUR 1 mil millones en la creación de esta planta, con una primera inversión de EUR 500 millones prevista en 2014 y una segunda prevista en 2017. En 2017, PMI invirtió EUR 300 millones para convertir una fábrica de cigarrillos en una planta de fabricación de Heatsticks en Aspropyrgos, Grecia. La misma operación se efectuó en Otopeni, Rumania, para convertir una fábrica de cigarrillos en una unidad de productos sin humo de EUR 490 millones. Se anunció otra planta de EUR 320 millones en Dresde, Alemania, en 2017, pero la inversión más adelante se suspendió. En Asia, Philip Morris también tiene una planta en Yangsan, Corea del Sur que se construyó entre 2017 y 2019 de USD 420 millones.

### Modelos

#### Dispositivos para calentar tabaco
El Iqos 2.2 fue el primer dispositivo que se lanzó comercialmente con el nombre de marca.
| Modelo                     | Fecha de lanzamiento. | Tipo de tabaco                   | Calentamiento                 | Temperatura de funcionamiento | Cantidad de bocanadas | Capacidad de la batería                          |
| -------------------------- | --------------------- | -------------------------------- | ----------------------------- | ----------------------------- | --------------------- | ------------------------------------------------ |
| Accord (USA) Oasis (Japan) | 1998                  | Cigarrillo de diseño especial    | Externo (matriz de 8 láminas) | 500 °C                        | 8                     | 1 sesión                                         |
| Accord (USA) Oasis (Japan) | 2002                  | Cigarrillo de diseño especial    | Externo (matriz de 8 láminas) | 500 °C                        | 8                     | 1 sesión                                         |
| Heatbar                    | 2006                  | Cigarrillo de diseño especial    | Externo (matriz de 8 láminas) | 500 °C                        | 8                     | 1 sesión                                         |
| Iqos 2.2                   | 2014                  | Tabaco de hoja fundida triturada | Interno (lámina de 5 mm)      | < 400 °C                      | 14                    | 15 sesiones/1 sesión por carga de soporte        |
| Iqos 2.4                   | 2016                  | Tabaco ondulado                  | Interno (lámina de 5 mm)      | < 400 °C                      | 14                    | 20 sesiones/1 sesión por carga de soporte        |
| Iqos 2.4 Plus              | 2018                  | Tabaco ondulado                  | Interno (lámina de 5 mm)      | < 400 °C                      | 14                    | 15 sesiones/1 sesión por carga de soporte        |
| Iqos 3                     | 2018                  | Tabaco ondulado                  | Interno (lámina de 5 mm)      | < 400 °C                      | 14                    | 15 sesiones/2 sesiónes por carga de soporte      |
| Iqos 3 Multi               | 2018                  | Tabaco ondulado                  | Interno (lámina de 5 mm)      | < 400 °C                      | 14                    | 10 sesiones (dispositivo integrado de una parte) |
| Iqos 3 Duo                 | 2019                  | Tabaco ondulado                  | Interno (lámina de 5 mm)      | < 400 °C                      | 14                    | 2 sesiones                                       |
| Iluma                      | 2021                  | Tabaco ondulado                  | Interno (inducción)           | < 400 °C                      | 14                    | 20 sesiones/2 sesiónes por carga de soporte      |
| Iluma One                  | 2021                  | Tabaco ondulado                  | Interno (inducción)           | < 400 °C                      | 14                    | 20 sesiones (dispositivo integrado de una parte) |
| Iluma Prime                | 2021                  | Tabaco ondulado                  | Interno (inducción)           | < 400 °C                      | 14                    | 20 sesiones/2 sesiones por carga de soporte      |

#### Productos que se venden con licencia
El fabricante coreano KT&G y PMI firmaron un acuerdo de colaboración global en enero de 2020 para la comercialización de la marca Lil de KT&G fuera de Corea del Sur bajo el dominio de Iqos.
| Modelo        | Fecha de lanzamiento. | Tipo de tabaco                            | Calentamiento                                                     | Temperatura de funcionamiento | Cantidad de bocanadas | Capacidad de la batería |
| ------------- | --------------------- | ----------------------------------------- | ----------------------------------------------------------------- | ----------------------------- | --------------------- | ----------------------- |
| Lil Solid 1.0 | 2020                  | Tabaco de hoja fundida                    | Pin interno                                                       | 250-300 °C                    | 10                    | 20 sesiones             |
| Lil Solid 2.0 | 2021                  | Tabaco de hoja fundida                    | Pin interno                                                       | 250-300 °C                    | 10                    | 25 sesiones             |
| Lil Hybrid    | 2021                  | Unidades de tabaco y cápsula de e-líquido | Calentamiento externo con mecha y bobina para cartucho de líquido | 250 °C                        | 12                    | 20 sesiones             |

## Ventas, Regulación, y Marketing

### Ventas
En 2017, el segmento sin humo generó ventas por USD 3.6 mil millones para PMI (13 % de sus ventas totales), en comparación con USD 64 millones en 2015. A principios de 2018, los productos de la marca Iqos representaban el 15 % de la participación de mercado de la industria tabacalera en Japón. De acuerdo con los comunicados financieros de PMI, las ventas de productos sin humo representaron casi el 30 % de los ingresos de la empresa durante el primer trimestre de 2021. A finales de 2023, PMI estimó que los productos Iqos tendrían 28,6 millones de usuarios en todo el mundo.

### Regulación
En 2021, los dispositivos Iqos estaban disponibles en aproximadamente 70 países. Entre estos, Canadá, Bielorrusia, Moldavia, Georgia, Israel, Corea del Sur y la mayoría de los países europeos optan por adoptar un tratamiento específico para supervisar la venta de tabaco para calentar o los dispositivos de calentamiento de tabaco como Iqos.
En Australia, donde los productos de tabaco calentado están prohibidos, la compañía ha presionado para modificar la legislación con el fin de permitir su venta en lugares frecuentados por jóvenes, como bares y discotecas.
En Canadá e Israel, el empaque de los dispositivos Iqos está completamente cubierto con un mensaje de advertencia. En los Estados Unidos, la FDA le otorgó a Philip Morris la autorización para realizar unas declaraciones comerciales de “exposición reducida”, considerando que cambiar completamente de cigarrillos a Iqos reduce la exposición a sustancias químicas dañinas, pero le negó a Philip Morris la capacidad de hacer cualquier declaración de que el cambio de cigarrillos a Iqos reduce el riesgo de padecer enfermedades del usuario.

### Márquetin directo
Philip Morris International (PMI), la empresa responsable de IQOS, ha promovido el dispositivo como una alternativa menos perjudicial para fumadores adultos. 
Philip Morris declara que Iqos reduce los desechos y las emisiones de carbono en comparación con un cigarrillo y presenta el producto como parte de sus iniciativas de sostenibilidad. La empresa también se promociona como actor de la economía circular al argumentar que los dispositivos Iqos se pueden reciclar devolviéndolos a los centros de fabricación.
A lo largo de su marketing global, PMI afirma que el objetivo de IQOS es ayudar a los fumadores adultos a hacer la transición a un producto menos dañino. "IQOS" es un acrónimo que significa "Dejé de fumar".
Aunque PMI niega que la marca IQOS tenga un significado específico, la evidencia abrumadora sugiere lo contrario. IQOS enfatiza su distintiva letra Q en forma de hoja de tabaco en sus extensiones de marca y en numerosas otras promociones (por ejemplo, Qreator, Qollection, Qoins, DisQovr, Q-labs). (Ver ilustración en la página 12).
Las campañas de IQOS se basan en gran medida en términos indirectos para dejar de fumar ("Esto lo cambia todo", "alternativa" y "cambiar") que literalmente dicen "usa este producto para dejar de fumar", pero son poco o nada ambiguos para los consumidores. La presencia implícita de la palabra "dejar" en la propia marca refuerza el mensaje a los fumadores de que IQOS es una alternativa más segura y saludable.
Public Health Law Center en Saint Paul, Minnesota cuestionó estas declaraciones, ya que las unidades de tabaco para calentar que se utilizan constituyen desechos similares a las colillas de cigarrillos convencionales. Adicionalmente, “los nuevos productos, como los cigarrillos electrónicos o los productos de calentamiento de tabaco como Iqos, aumentarán el suministro general de desechos electrónicos. Lo más probable es que sea imposible crear algún cigarrillo electrónico sin batería, líquido, metales y plásticos tóxicos combinados en pequeños dispositivos, cada uno de los cuales no se pueden reciclar ni desechar de manera responsable”.
Si bien los primeros usuarios describen con frecuencia el nombre como un acrónimo de “Dejo el tabaco convencional” (“I Quit Ordinary Smoking”), Philip Morris nunca lo usa para describir ni comercializar a Iqos y rechaza repetidamente esta interpretación.
A Philip Morris se le acusa regularmente de eludir las leyes que prohíben la promoción del tabaco al considerar que Iqos es un dispositivo tecnológico y no un producto del tabaco. IQOS  ignora su condición de producto de tabaco en sus publicidades en países donde la publicidad de tabaco está prohibida.  
Canadá actualizó sus leyes sobre el tabaco para incluir claramente los dispositivos de calentamiento de tabaco en la lista de productos de tabaco regulados, lo que obligó a PMI a modificar su empaque para Iqos. En Francia, se informó que Philip Morris estaba promocionando sus dispositivos en fiestas privadas, con vendedores que a veces les ofrecían bebidas alcohólicas a los clientes interesados. Según Reuters “La estrategia de marketing imita la de las compañías tabacaleras a mediados del siglo XX, cuando comenzaron a asociar los cigarrillos con Hollywood y la alta sociedad”.
Según los informes, Philip Morris también ha efectuado varias campañas de márquetin que mencionan directamente a Iqos, presentando el producto como una alternativa “sin humo” y de “riesgo reducido”, que motivan a los consumidores a dejar de fumar o cambiarse a Iqos. Este enfoque de márquetin ha sido objeto de críticas. Una revisión crítica de los informes que presentó PMI a la FDA como apoyo a su solicitud declaró que “los consumidores pueden malinterpretar lo que significa “cambiar por completo” (y) es probable que malinterpreten las declaraciones sin fundamento de reducción del riesgo”. Sin embargo, al otorgar la orden de exposición, la FDA reconoció que los consumidores adultos entendieron correctamente los mensajes autorizados.
IQOS se comercializa ampliamente en numerosos establecimientos exclusivos, como tiendas especializadas, cafés, salones y espacios de trabajo compartidos. Estos lugares cuentan con personal joven y carismático, encargado de explicar el funcionamiento del dispositivo y permitir a los clientes probar distintas variantes de IQOS HEETS de manera gratuita. Las tiendas, con un diseño moderno y atractivo, se encuentran en áreas comerciales de alto tránsito en grandes ciudades. Los promotores del producto destacan sus supuestos beneficios y realizan demostraciones llamativas en las que comparan visualmente el aerosol de IQOS con el humo del tabaco convencional, enfatizando la ausencia de residuos visibles. Además de estos puntos de venta fijos, la estrategia incluye espacios temporales en centros comerciales, stands en tiendas de tabaco y presencia en eventos de gran afluencia. Los cafés asociados con la marca incorporan su identidad en elementos como tazas, servilletas y posavasos, además de sugerir maridajes entre IQOS y diferentes tipos de café.

### Márquetin orientado a la juventud
La publicidad y márquetin de IQOS recapitula fielmente las técnicas empleadas por la industria tabacalera durante el siglo XX, con la diferencia de que los canales de distribución son las redes sociales en las que abreva la juventud.
Existen señalamientos de que el marketing de la marca se enfoca en la juventud, mediante el uso de modelos jóvenes y campañas publicitarias que presentan el producto como moderno y sofisticado. El marketing de IQOS está más presente en canales de redes sociales como Instagram, que tienen un fuerte sesgo hacia los jóvenes.
Se ha documentado el uso de influencers en redes sociales para fomentar la popularidad de IQOS entre audiencias más jóvenes, a pesar de que la compañía ha asegurado que su publicidad no está dirigida a menores de edad.
En 2019, Reuters informó que Philip Morris utilizaba influencers en las redes sociales en varios países para hacerlos “embajadores” de la marca y promover Iqos en una audiencia joven. PMI respondió que dejaría de utilizar influencers. Según Matthew Myers, presidente de la Campaña para niños sin tabaco, la compañía “cambia su comportamiento solo cuando lo atrapan infraganti”.
También en 2020, un informe sobre la estrategia de implementación de Iqos de Philip Morris en Australia señaló que “Philip Morris presionó fuertemente al gobierno australiano para legalizar los productos de tabaco calentado, al mismo tiempo que hace planes para vender Iqos en locales aptos para adultos jóvenes, como bares, clubes y pubs, si se efectúan los cambios legislativos propuestos”.

## Críticas y controversias
En diciembre de 2017, Reuters publicó documentos y testimonios de exempleados que alegaban irregularidades en los ensayos clínicos que efectuó PMI para la aprobación del producto Iqos por parte de la FDA de EE. UU. Este trabajo de investigación informó que Philip Morris estaba presionando para bloquear o debilitar las disposiciones del Convenio Marco para el Control del Tabaco (FCTC) de la OMS, oponiéndose a la idea de que la empresa apoyaría un futuro sin humo.
En una serie de estudios de toxicidad efectuados por terceros se obtuvieron hallazgos que con frecuencia contradecían los de Philip Morris International. El profesor Stanton Glantz, con sede en la Universidad de California (UCSF), concluyó que, en términos de nocividad, “Iqos no es detectablemente diferente de los cigarrillos convencionales”. Una revisión sistemática de 2020 de la literatura científica disponible encontró datos disponibles muy limitados sobre los efectos de Iqos en la salud de un fumador y recomendó más estudios. En febrero de 2020, la Sociedad Española de Neumología y Cirugía Torácica declaró que “Iqos no es una solución para dejar de fumar”.
IQOS contiene sustancias químicas y componentes que fueron designados como nocivos por la FDA como Monóxido de carbono, Nicotina, Metales pesados como arsénico, plomo y mercurio, acetona, Amoníaco y Benceno.n el aerosol de IQOS se detectan sustancias tóxicas en menor cantidad y concentración que las detectadas en el humo del cigarrillo convencional.  sustancias son capaces de producir enfermedad, con alteración de las células del epitelio bronquial y del endotelio vascular y podría producir nuevos daños, como hepato-toxicidad. La cantidad de nicotina de IQOS es muy similar a los cigarrillos convencionales, por lo que es tan adictivo como el cigarrillo normal. 
En julio de 2020, la Organización Mundial de la Salud (OMS) publicó una “declaración sobre productos de tabaco calentado y la decisión de la FDA de EE. UU. con respecto a Iqos”, que decía: "La OMS reitera que reducir la exposición a sustancias químicas nocivas en los productos de tabaco calentados (HTP) no los vuelve inofensivos ni se refleja en una reducción del riesgo para la salud humana. En efecto, algunas toxinas están presentes en niveles más altos en los aerosoles HTP que en el humo del cigarrillo convencional y hay algunas toxinas adicionales presentes en los aerosoles HTP que no están presentes en el humo del cigarrillo convencional. Se desconocen las implicaciones para la salud de la exposición a estos. (...) Dado que la salud puede verse afectada por la exposición a las toxinas adicionales al usar HTP, las afirmaciones de que los HTP reducen la exposición a sustancias químicas nocivas en comparación con los cigarrillos convencionales pueden ser engañosas”.
Según el sitio web de University of Bath, “Hay muy poca evidencia de que Iqos sea efectivo como una herramienta para dejar de fumar (cigarrillos) a nivel individual o poblacional”. Según el Instituto Nacional de Salud Pública y Medio Ambiente de los Países Bajos, Iqos es “nocivo para la salud, pero probablemente menos nocivo que fumar cigarrillos de tabaco”.
En septiembre de 2021, la Comisión de Comercio Internacional de EE. UU. dictaminó que Philip Morris International y su socio comercial Altria deben detener la venta e importación del dispositivo Iqos en los Estados Unidos debido a un caso de patente que presentó R.J. Reynolds. La Comisión de Comercio Internacional de EE. UU. descubrió que la alternativa del cigarrillo infringía dos de las patentes de Reynolds. Philip Morris International anunció sus planes de apelar la decisión de la agencia de comercio.El desacuerdo con British American Tobacco se resolvió en febrero de 2024. PMI y BAT llegaron a un acuerdo no monetario que resolvió las demandas por infracción de patentes en curso entre ellos con respecto a sus productos de vapor y tabaco calentado.